# Sergio González (calciatore 1995)
Sergio Fabián González (Lamarque, 5 aprile 1995) è un calciatore argentino, attaccante del Téc. Universitario.

## Caratteristiche tecniche
Gioca come punta centrale.

## Carriera

### Club
Cresciuto nelle giovanili del Lanús, fa il debutto in prima squadra il 23 febbraio 2015, subentrando al 79' a Jorge Ortiz in occasione della sfida pareggiata 0-0 contro il Belgrano.